# Artibeus lituratus
Artibeus lituratus — вид родини листконосові (Phyllostomidae), ссавець ряду лиликоподібні (Vespertilioniformes, seu Chiroptera).

## Середовище проживання
Країни поширення: Аргентина, Барбадос, Беліз, Болівія, Бразилія, Колумбія, Коста-Рика, Еквадор, Сальвадор, Гренада, Гватемала, Гондурас, Мартиніка, Мексика, Нікарагуа, Панама, Перу, Сент-Люсія, Сент-Вінсент і Гренадини, Тринідад і Тобаго, Венесуела. Зустрічаються в листяних і напів-вічнозелених лісах до 1700 метрів над рівнем моря.

## Морфологічні й генетичні особливості
Довжина голови й тіла від 87 до 101 мм, довжина передпліччя між мм, 69 і 78, довжина стопи між 17 і 21 мм, довжина вух від 22 до 25 мм і вага до 73 гр.
Шерсть коротка, гладка, і поширюється на ноги. Забарвлення спини жовтувато-коричневого до темно-коричневого, черево сірувато-буре. Писок короткий і широкий. Лист носа добре розвинений, ланцетний. Є дві світлі смуги на кожній стороні обличчя. Мембрани крил чорнуваті. Не має хвоста.
Каріотип: 2n=30 (самиці) 31 (самці) FNa=56.

## Життя
Плодоїдний. Ховається в печерах, тунелях, дуплах дерев і в густому листі групами з 1-20 особин.